# Puccinellia iberica
Puccinellia iberica là một loài thực vật có hoa trong họ Hòa thảo. Loài này được (Wolley-Dod) Tzvelev miêu tả khoa học đầu tiên năm 1964.